# Loren Bouchard

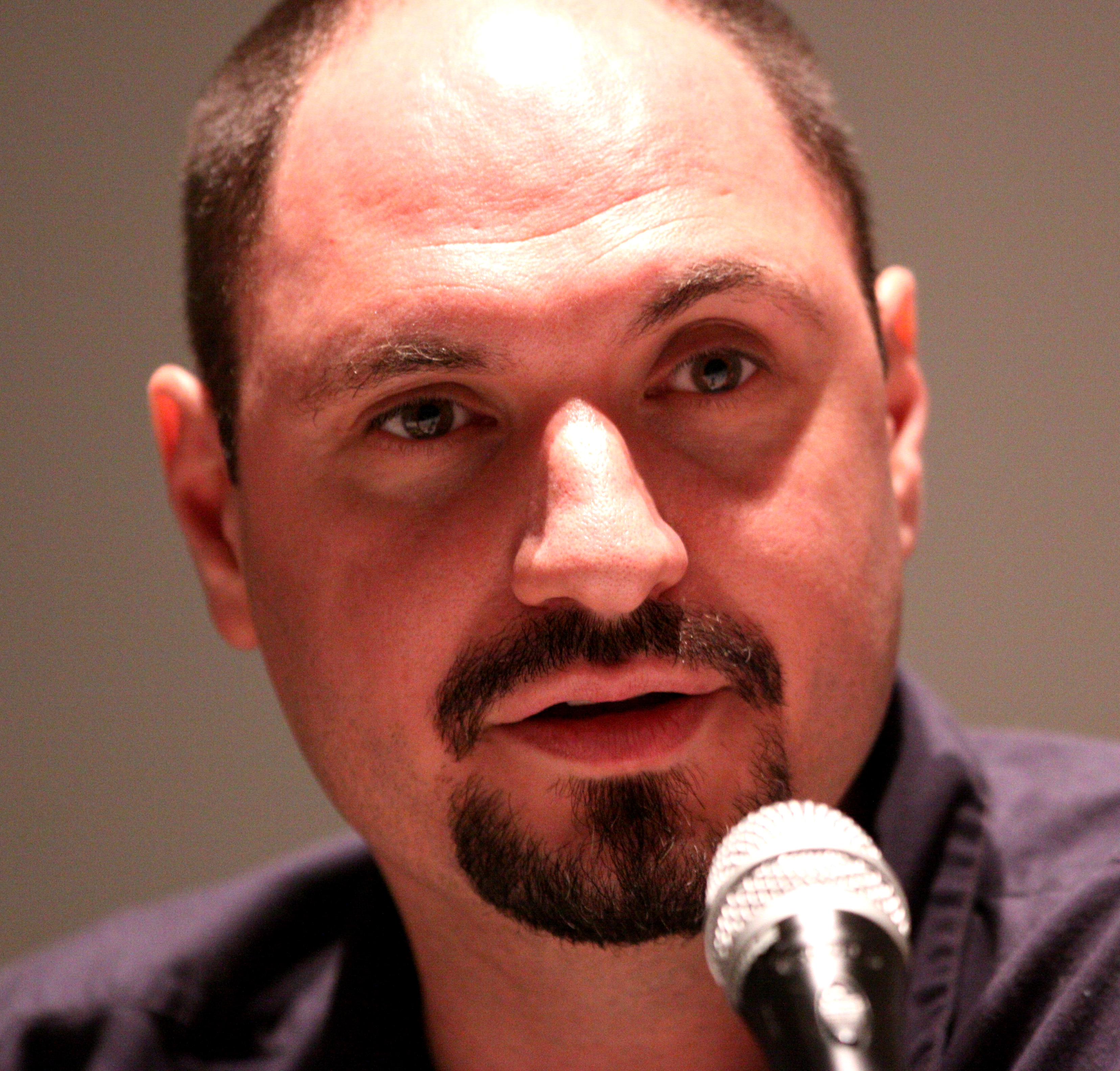
Loren Bouchard

Loren Hal Bouchard (* 10. Oktober 1969 in New York) ist ein US-amerikanischer Fernsehproduzent, Drehbuchautor, Regisseur, Synchronsprecher und Komponist. Er ist der Schöpfer der Zeichentrick-Serien Bob’s Burgers und Central Park. Zudem ist er zweifacher Emmy-Preisträger.

## Leben
Bouchard wurde als Sohn einer jüdischen Mutter und eines katholischen Vaters geboren. Er wuchs in Medford, Massachusetts auf. Bouchard verließ die High School ohne Abschluss und arbeitete daraufhin als Barkeeper. 1993 engagierte ihn sein ehemaliger Grundschullehrer Tom Snyder, inzwischen Produzent, für Zeichnungen für einige animierte Kurzfilme. Bouchard schrieb zu zahlreichen Folgen der Fernsehserie Dr. Katz, die von 1995 bis 1999 auf Comedy Central lief, das Drehbuch. Er ist der Schöpfer und Produzent der Zeichentrickserie Bob’s Burgers, die 2011 startete. Die Serie gewann 2014 und 2017 jeweils einen Emmy als Beste Zeichentrickserie. Danach arbeitete Bouchard an einer Filmadaption der Fernsehserie, wofür er das Drehbuch schrieb und die Regie führt. 2020 erschien der Kinofilm Bob’s Burgers – Der Film.
Für den Video-on-Demand-Dienst Apple TV+ entwickelte er zusammen mit dem Schauspieler Josh Gad die Zeichentrickserie Central Park. Die erste Folge erschien im Mai 2020. Ein Jahr später startete bei Fox die Serie The Great North, bei der Bouchard neben den drei Serienschöpferinnen ausführender Produzent ist. Den beiden Serien ist ein ähnlicher Zeichenstil mit Bob’s Burgers gemein, auch darüber hinaus gibt es Gemeinsamkeiten. So werden bei Central Park einige der Frauenfiguren von männlichen Sprechern gesprochen, bei The Great North trägt der jüngste Sohn Moon wie Louise bei Bob’s Burgers auch fast immer eine Mütze. Zudem sind alle drei Serien sehr musiklastig.
Bouchard ist seit dem 3. September 2006 verheiratet und lebt in San Francisco.

## Filmografie (Auswahl)
Produktion
- 1996–2002: Dr. Katz, Professional Therapist (Zeichentrickserie, 22 Folgen, 1996–2002)
- 1997: Science Court (Zeichentrickserie, 12 Folgen)
- 1999–2004: Der kleine Meisterregisseur (Home Movies; Zeichentrickserie, 52 Folgen)
- 2002: Saddle Rash (Zeichentrickkurzfilm)
- 2005–2007: Lucy, the Daughter of the Devil (Computeranimationsserie, 11 Folgen)
- 2010: The Ricky Gervais Show   (Zeichentrickserie, 13 Folgen)
- seit 2011: Bob’s Burgers  (Zeichentrickserie)
- seit 2020: Central Park (Zeichentrickserie)
- seit 2021: The Great North (Zeichentrickserie)
- 2022: Bob’s Burgers – Der Film (Zeichentrick-Kinofilm)